# Gottfried von Rotenstein
Gottfried von Rotenstein (Rottenstein), eredetileg Gottfried Stegmüller (Bazin, 1750 körül – Pozsony, 1800 körül ) pozsonyi patikus és útleíró.

## Élete
Apja, Stegmüller János György evangélikus molnár és városi polgár volt Bazinban. Anyját Krupa Judit Katalinnak hívták. Ő maga gyógyszerészetet tanult a a pozsonyi Mihály-kapu melletti Vörös Rákhoz címzett patikában, majd gyógyszerészsegéd volt Sopronban és Kassán. Miután 1775. augusztus 3-án Sopronban feleségül vette Eitelhuber Jozefa Erzsébetet, egy soproni ügyvéd, Eitelhuber (vagy Huber) Károly József lányát, komolyabb vagyonra tett szert, így megvásárolhatta egykori pozsonyi mestere patikáját. A Vörös Rákhoz címzett patika a Mihály-kapuhoz kívülről vezető kis utcán található, ma gyógyszerészeti múzeumként működik. 1779-ben osztrák nemesi címet szerzett, és attól fogva a „von Rottenstein” nevet használta.
Mivel Stegmüllernek inas korában nem volt módja arra, hogy utazzon, az 1770-es évektől egy sor utazásra vállalkozott a német tartományokban és a Magyar Királyságban. Nemesként beengedték a főúri kastélyokba, amelyeket részletesen leírt. Ezek az útibeszámolók 1783-tól Berlinben, Johann III Bernoulli Sammlung kurzer Reisebeschreibungen című gyűjteményében jelentek meg. Később 1792 és 1793 között Lipcsében is közreadta utazásainak összefoglalását három kötetben. Műveiből is nyilvánvaló, hogy komolyan sznob volt, és kortársai gúnyolták azon tárgyak végtelenül pedáns és részletes leírásai miatt, amelyeket az általa fölkeresett épületekben látott. „Főbolond, akinek bizonyára nincsen párja a császári örökös tartományokban” – írta róla Windisch Károly. – „Nevetség tárgya az egész városban, csak az utazásokról álmodik, és nemességéről, és túl buta ahhoz, hogy észrevegye, hogy mindenki bolondnak tartja.”

## Háza
Stegmüller pozsonyi háza a régi Szénpiacon (Kohlmarkt, később Nagy Lajos tér, Hurbanovo námestie), a Szent Mihály utca (Michalská) sarkán állt. Ő maga így írt róla: 

„A nemesi házak között […] a Rottenstein-féle ugyan kicsi, de egész Pozsonyban innen a legjobb a kilátás, és belül csinosan berendezett. Található benne egy porcelánkabinet, amely zöldre lakkozott, aranyozott szobrokkal és falitükrökkel díszített. A porcelán vázák és figurák között, amelyek fali konzolokon, körben állnak, található egy aranyozott asztalkán egy 4 láb magas nagy japán váza, amelyen színes tájképek, virágok és sok aranyozás látható. Ebben a vázában egy virágcsokor van, amely 65 porcelán virágból áll, rózsákból, szellőrózsákból és egyebekből, amelyek teljesen a természethez hasonlatosak. Egy másik asztalon egy nagy, aranyozott kínai pagoda-figura áll, amelynek feje, nyelve és kezei mozgathatók. A könyvtára nem nagy, de gazdag különösen útleírásokban és metszetekben, valamint ásványok és kagylók gyűjteménye tartozik hozzá.”

– Gottfreid von Rotenstein, Lust-Reisen durch Bayern, Würtemberg, Pfalz, Sachsen, Brandenburg, Österreich, Mähren, Böhmen und Ungarn, in den Jahren 1784 bis 1791, III, Leipzig, 1793, 38–39.

## Művei
- Johann Bernoulli’s Sammlung kurzer Reisebeschreibungen und anderer zur Erweiterung der Länder- und Menschenkenntniß dienender Nachrichten, Bd. 1-17, Berlin, 1781–1787. – Eleinte „G. E. v. R.” rövidítéssel (1-7), később „Herr Gottfried Edler von Rotenstein” néven (8-9.) az alábbiak jelentek meg:

1. Reisen durch einen Theil des Königreichs Ungarn im Jahr 1763 und folgenden Jahren. 1. Abschnitt, in Bd. 9 (1783), 235–298. – DDB – Tartalom: Nagyszombat, Nyitra, Selmecbánya, Besztercebánya, Érsekújvár, Vác, Kassa, Pest, Buda, Gödöllő, Győr, Eszterháza, Sopron, Kismarton, Féltorony, Köpcsény.
2. Reisen durch einen Theil des Königreichs Ungarn im Jahr 1763 und folgenden Jahren. 2. Abschnitt: Beschreibung von Preßburg und einiger nahe gelegenen Lustörter. in Bd. 10 (1783), 185–226. – DDB – Tartalom: Pozsony, Bazin, Vöröskő, Magyarbél, Csejte, Ivánka.
3. Lustreise von Preßburg nach Bruck an der Leitha und Trautmannsdorf, in Oesterreich. 1782. in Bd. 10 (1783), 227–254. – DDB
4. Lustreise durch Oesterreich und Mähren nach Brünn im September 1782. in Bd. 12 (1783), 237–274. – DDB
5. Reise von Wien nach Böhmen und Sachsen, im May 1783. in Bd. 12 (1783), 275–314. – DDB
6. Reisen nach Wien und in der umliegenden Gegend in den Jahren 1781–1783. 1. Abschnitt. in Bd. 13 (1784), 1–94. – DDB
7. Reisen nach Wien und in die umliegende Gegend in den Jahren 1781–1783. (Aus dem Handschrift.) Zweyter Abschnitt. in Bd. 14 (1784), 1–96. – DDB
8. Beschreibung der Insel Schütt in Ungarn. 1784. in Bd. 15 (1784), 159–178. – DDB
9. Zweyer Reisenden Nachrichten aus dem Oesterreichischen. 1784. 1785. 1. Eine kleine Reise nach Baden. in Bd. 16 (1784), 223–2369). – DDB/SLUB

- Lust-Reisen durch Bayern, Würtemberg, Pfalz, Sachsen, Brandenburg, Österreich, Mähren, Böhmen und Ungarn, in den Jahren 1784 bis 1791, 1-3. Theil, Leipzig, 1792–1793.